# Pierre-Paul-Émile Martin
Pierre-Paul-Émile Martin SM (ur. 22 lutego 1910 w Paryżu we Francji, zm. 8 kwietnia 1987) – francuski duchowny rzymskokatolicki, marysta, misjonarz, wikariusz apostolski Nowej Kaledonii i arcybiskup Numei.

## Biografia
1 października 1939 otrzymał święcenia prezbiteriatu i został kapłanem Towarzystwa Maryi.
9 listopada 1956 papież Pius XII mianował go wikariuszem apostolskim Nowej Kaledonii oraz biskupem tytularnym Selinusu. 2 lutego 1957 przyjął sakrę biskupią z rąk biskupa Metzu Josepha-Jeana Heintza. Współkonsekratorami byli biskup pomocniczy paryski Jean-Marie Villot oraz biskup pomocniczy lyoński Claude Marie Joseph Dupuy.
Jako ojciec soborowy wziął udział w soborze watykańskim II. 21 czerwca 1966 wikariat apostolski Nowej Kaledonii został podniesiony do rangi archidiecezji. Tym samym bp Martin został arcybiskupem metropolitą Numei. 7 kwietnia 1972 zrezygnował z archikatedry. Zmarł 8 kwietnia 1987.